# Oecobius cambridgei
Oecobius cambridgei är en spindelart som beskrevs av Jörg Wunderlich 1995. Oecobius cambridgei ingår i släktet Oecobius och familjen Oecobiidae.
Artens utbredningsområde är Libanon. Inga underarter finns listade i Catalogue of Life.